# Dálkové železniční linky v Česku
Dálkovou železniční osobní dopravu v České republice tvoří síť linek vlaků v kategorii R (rychlík), IC (intercity), EC (Eurocity)  a Ex (expres) objednávaných a dotovaných ministerstvem dopravy. Dálková železniční doprava tvoří společně s regionální vlakovou a autobusovou dopravou a systémy MHD základní dopravní obslužnost České republiky. Rokem 2012 ministerstvo začalo podle harmonogramu vyhlašovat soutěže na provozování jednotlivých linek. Ministerstvo využívalo rozstřelů nabídek a přímá zadání dopravcům. Od prosince roku 2023 mají členské státy Evropské unie povinnost objednávané linky soutěžit. Vybranému dopravci proplácí ministerstvo po dobu platnosti smlouvy ztrátu z provozu linky. Některé spoje mají výrazně odlišný příjem z jízdného, a tak se proplácené částky liší. Z důvodu konkurence a velké četnosti spojů byla z objednávky dálkové železniční dopravy vyjmuta linka Ex1 v úseku Praha–Ostrava. Některé byly zase z důvodu nízké poptávky zrušeny. 
Expresní spoje provozují České dráhy pod označením InterCity a EuroCity při pokračování spoje do zahraničí.
Dálkovou dopravu tvoří kromě dotovaných spojů i spoje provozované na komerční riziko dopravců. Vlastní spoje vypravují České dráhy, Leo Express a RegioJet a to především na trati Praha – Brno – Rakousko / Slovensko a Praha – Ostrava – Polsko / Slovensko. Značení R pro číslování rychlíkových spojů využívají i některé kraje v provozování regionální železniční dopravy. Samostatná číslování je v systému Esko ve Středočeském kraji a Praze, Esko v Moravskoslezském kraji a IDS JMK v Jihomoravském kraji. Vlastní spoje, nebo alespoň jejich části na dálkových linkách ministerstva dopravy navíc objednávají ještě Plzeňský (IDPK), Liberecký (IDOL), Ústecký (DÚK), Olomoucký (IDSOK) a Zlínský kraj (IDZK).

## Přehled dálkových železničních linek
| Linka               | Frekvence        | Trasa                                               | Dopravce    | Poznámka |
| ------------------- | ---------------- | --------------------------------------------------- | ----------- | --- |
| Supercity Pendolino | 120 Minut        | Praha – Ostrava                                     | České dráhy | Některé vlaky jsou z důvodu nedostatku vlaků Pendolino nahrazeny soupravami klasické stavby a jsou provozovány v kategorii IC „Ostravan“, ale nejsou součástí žádné jiné dálkové linky Přímé vlaky 503, 504, 512, 515 Karlovy Vary / Františkovy Lázně – Praha – Ostrava – Bohumín, ze stanice Praha hl.n. pokračují jako linka Ex6 |
| Supercity Pendolino | jednotlivé spoje | Praha – Ostrava – Bohumín                           | České dráhy | Některé vlaky jsou z důvodu nedostatku vlaků Pendolino nahrazeny soupravami klasické stavby a jsou provozovány v kategorii IC „Ostravan“, ale nejsou součástí žádné jiné dálkové linky Přímé vlaky 503, 504, 512, 515 Karlovy Vary / Františkovy Lázně – Praha – Ostrava – Bohumín, ze stanice Praha hl.n. pokračují jako linka Ex6 |
| Supercity Pendolino | jednotlivé spoje | Praha – Ostrava – Opava                             | České dráhy | Některé vlaky jsou z důvodu nedostatku vlaků Pendolino nahrazeny soupravami klasické stavby a jsou provozovány v kategorii IC „Ostravan“, ale nejsou součástí žádné jiné dálkové linky Přímé vlaky 503, 504, 512, 515 Karlovy Vary / Františkovy Lázně – Praha – Ostrava – Bohumín, ze stanice Praha hl.n. pokračují jako linka Ex6 |
| EC 240/241 Košičan  | jednotlivé spoje | Praha – Ostrava – Košice                            | České dráhy | Není součástí žádné jiné dálkové linky, jde o dočasnou náhradu vlaku Supercity na této trase |
| Ex1                 | 120 minut        | Praha – Ostrava (hl.n.)                             | České dráhy | Linka dále pokračuje pod objednávkou ministerstva dopravy směr Bohumín (– Polsko) – Návsí (– Slovensko) |
| Leo Express         | 120 minut        | Praha – Návsí (– Slovensko)                         | Leo Express | [ 11 ] |
| Leo Express         | Jednotlivé spoje | Praha – Bohumín (– Polsko)                          | Leo Express | [ 11 ] |
| RegioJet            | 60 až 120 minut  | Praha – Návsí (– Slovensko)                         | RegioJet    | [ 12 ] |
| RegioJet            | 60 až 120 minut  | Praha – Břeclav (– Rakousko / Slovensko a Maďarsko) | Regiojet    | [ 12 ] |
| RegioJet            | Jednotlivé spoje | Praha – Bohumín (– Polsko)                          | Regiojet    | [ 12 ] |

| Linka | Frekvence        | Trasa                                                            | Dopravce       | Výkon do roku | Poznámka |
| ----- | ---------------- | ---------------------------------------------------------------- | -------------- | ------------- | --- |
| Ex1   | 120 minut        | Ostrava (hl.n.) – Bohumín / Návsí (– Polsko / Slovensko)         | České dráhy    | 2029          | Úsek linky Praha – Ostrava je provozován na komerční riziko dopravce |
| Ex2   | 120 minut        | Praha – Horní Lideč (– Slovensko)                                | České dráhy    | 2028          | |
| Ex3   | 60 minut         | Praha – Břeclav (– Rakousko / Slovensko a Maďarsko)              | České dráhy    | 2029          | Přímé vlaky 256/257 a 172/173 (HU, SK/AT –) Břeclav – Děčín (– DE), ve stanici Praha hl.n. přecházejí z linky Ex3 na linku Ex5 |
| Ex4   | 120 minut        | (Rakousko / Slovensko a Maďarsko –) Břeclav – Bohumín (– Polsko) | České dráhy    | 2029          | |
| Ex5   | 120 minut        | Praha – Děčín (– Německo)                                        | České dráhy    | 2029          | Přímé vlaky 256/257 a 172/173 (HU, SK/AT –) Břeclav – Děčín (– DE), ve stanici Praha hl.n. přecházejí z linky Ex5 na linku Ex3 |
| Ex6   | 60 minut         | Praha – Plzeň                                                    | České dráhy    | 2027          | Probíhá soutěž o dopravce od 12/2027 do 12/2042 Přímé vlaky 503, 504, 512, 515 Karlovy Vary / Františkovy Lázně – Praha – Ostrava – Bohumín, ze stanice Praha hl.n. pokračují jako SuperCity Pendolino (503) / InterCity Ostravan (515) Vlaky 503 a 504 pokračují v úseku Cheb – Karlovy Vary pod objednávkou Karlovarského kraje |
| Ex6   | 120 minut        | Praha – Plzeň – Domažlice (– Německo)                            | České dráhy    | 2027          | Probíhá soutěž o dopravce od 12/2027 do 12/2042 Přímé vlaky 503, 504, 512, 515 Karlovy Vary / Františkovy Lázně – Praha – Ostrava – Bohumín, ze stanice Praha hl.n. pokračují jako SuperCity Pendolino (503) / InterCity Ostravan (515) Vlaky 503 a 504 pokračují v úseku Cheb – Karlovy Vary pod objednávkou Karlovarského kraje |
| Ex6   | 120 minut        | Praha – Plzeň – Cheb                                             | České dráhy    | 2027          | Probíhá soutěž o dopravce od 12/2027 do 12/2042 Přímé vlaky 503, 504, 512, 515 Karlovy Vary / Františkovy Lázně – Praha – Ostrava – Bohumín, ze stanice Praha hl.n. pokračují jako SuperCity Pendolino (503) / InterCity Ostravan (515) Vlaky 503 a 504 pokračují v úseku Cheb – Karlovy Vary pod objednávkou Karlovarského kraje |
| Ex6   | jednotlivé spoje | Praha – Plzeň – Cheb – Františkovy Lázně                         | České dráhy    | 2027          | Probíhá soutěž o dopravce od 12/2027 do 12/2042 Přímé vlaky 503, 504, 512, 515 Karlovy Vary / Františkovy Lázně – Praha – Ostrava – Bohumín, ze stanice Praha hl.n. pokračují jako SuperCity Pendolino (503) / InterCity Ostravan (515) Vlaky 503 a 504 pokračují v úseku Cheb – Karlovy Vary pod objednávkou Karlovarského kraje |
| Ex7   | 60–120 minut     | Praha – České Budějovice                                         | České dráhy    | 2031          | |
| Ex7   | jednotlivé spoje | Praha – České Budějovice – Český Krumlov                         | České dráhy    | 2031          | |
| Ex7   | 240 minut        | Praha – České Budějovice – Rybník (– Rakousko)                   | České dráhy    | 2031          | [ 15 ] |
| R8    | 60 minut         | Brno – Bohumín                                                   | RegioJet       | 2027          | |
| R9    | 60 minut         | Praha – Havlíčkův Brod – Brno                                    | České dráhy    | 2026          | Od 12/2026 do 12/2041 dopravce RegioJet |
| R9    | 60 minut         | Havlíčkův Brod – Jihlava                                         | České dráhy    | 2026          | Od 12/2026 do 12/2041 dopravce RegioJet |
| R10   | 60 minut         | Praha – Hradec Králové                                           | České dráhy    | 2030          | |
| R10   | 120 minut        | Hradec Králové – Trutnov                                         | České dráhy    | 2030          | |
| R11A  | 120 minut        | České Budějovice – Plzeň                                         | České dráhy    | 2031          | Od 12/2025 jako linka R31, vedeny přímé vlaky Brno – Plzeň, ve stanici Č. Budějovice přejíždějí z linky R11B na R11A |
| R11B  | 120 minut        | České Budějovice – Brno                                          | České dráhy    | 2031          | Vedeny přímé vlaky Brno – Plzeň, ve stanici Č. Budějovice přejíždějí z linky R11A na R11B |
| R12   | 120 minut        | Brno – Šumperk                                                   | České dráhy    | 2027          | Přímé vozy Brno – Jeseník pod objednávkou Olomouckého kraje. Jeden pár spojů Olomouc – Šumperk pod objednávkou Olomouckého kraje. |
| R13   | 120 minut        | Brno – Břeclav – Olomouc                                         | České dráhy    | 2027          | Posilové spoje v pracovní dny v úseku Brno – Břeclav – Staré Město u Uh. Hrad. zhušťující frekvenci na 60 minut objedává JMK. V úseku Staré Město – Olomouc jsou posilové spoje objednávány Zlínským a Olomouckým krajem. |
| R14A  | 120 minut        | Pardubice – Liberec                                              | ARRIVA vlaky   | 2029          | |
| R14B  | 120 minut        | Ústí nad Labem – Liberec                                         | ARRIVA vlaky   | 2029          | |
| R15   | 120 minut        | Praha – Ústí nad Labem – Cheb                                    | České dráhy    | 2029          | |
| R16   | 60 minut         | Praha – Plzeň – Klatovy                                          | České dráhy    | 2027          | Některé spoje pokračují v úseku Klatovy – Železná Ruda-Alžbětín pod objednávkou Plzeňského kraje. Od 12/2027 do 12/2042 dopravce ARRIVA vlaky. |
| R17   | 60 minut         | Praha – Veselí nad Lužnicí                                       | České dráhy    | 2025          | |
| R17   | 60/120 minut     | Veselí nad Lužnicí – České Budějovice                            | České dráhy    | 2025          | |
| R17   | 240 minut        | Praha – Veselí nad Lužnicí – České Velenice                      | České dráhy    | 2025          | |
| R17   | jednotlivé spoje | České Velenice (– Rakousko)                                      | České dráhy    | 2025          | |
| R18   | 120 minut        | Praha – Luhačovice / Veselí nad Moravou / Zlín                   | České dráhy    | 2028          | |
| R18   | jednotlivé spoje | Praha – Veselí nad Moravou                                       | České dráhy    | 2028          | |
| R18   | jednotlivé spoje | Praha – Zlín                                                     | České dráhy    | 2028          | |
| R19   | 120 minut        | Praha – Pardubice – Brno                                         | České dráhy    | 2029          | |
| R20   | 60 minut         | Praha – Děčín                                                    | České dráhy    | 2029          | |
| R21   | 120 minut        | Praha – Turnov                                                   | ARRIVA vlaky   | 2027          | |
| R21   | 240 minut        | Turnov – Tanvald                                                 | ARRIVA vlaky   | 2027          | |
| R22   | 120 minut        | Kolín – Nový Bor                                                 | ARRIVA vlaky   | 2027          | Některé spoje pokračují v úseku Nový Bor – Šluknov pod objednávkou Libereckého a Ústeckého kraje |
| R23   | 120 minut        | Kolín – Ústí nad Labem                                           | RegioJet       | 2029          | |
| R24   | 120 minut        | Praha – Rakovník                                                 | ARRIVA vlaky   | 2027          | Od roku 2029 změněna trasa |
| R24   | 120 minut        | Praha – Česká Lípa – Rumburk                                     |                | –             | Plánovaný provoz od 2029 |
| R25   | 120 minut        | Plzeň – Most                                                     | GW Train Regio | 2031          | |
| R26   | 120 minut        | Praha – Písek – České Budějovice                                 | ARRIVA vlaky   | 2027          | |
| R27   | 120 minut        | Ostrava – Krnov – Olomouc                                        | České dráhy    | 2027          | 1 pár spojů pokračuje z Krnova do Jeseníku jako spěšný vlak pod objednávkou Moravskoslezského a Olomouckého kraje (linka S15) |
| Ex32  | 240 minut        | Praha – Lichkov (– Polsko)                                       | České dráhy    | 2034          | |
| R33   | 240 minut        | Cheb (– Německo)                                                 | České dráhy    |               | |
| Ex36  | 120 minut        | Praha – Plzeň – Domažlice (– Německo)                            | Soutěží se     | 2042          | Vyjmutí linky ze souboru Ex6 od 12/2027. Probíhá soutěž o dopravce. |

| Linka | Frekvence        | Trasa                                   | Dopravce                 | Výkon do roku | Poznámka |
| ----- | ---------------- | --------------------------------------- | ------------------------ | ------------- | --- |
| Ex6   | jednotlivé spoje | Cheb – Karlovy Vary                     | České dráhy              | 2024          | Vlaky 503 a 504 pokračují v úseku Cheb – Karlovy Vary pod objednávkou Karlovarského kraje                                                                      |
| R12   | jednotlivé spoje | Olomouc – Šumperk                       | České dráhy              | 2027          | Jeden pár přímých vozů z/do Brna pokračuje z Olomouce pod objednávkou Olomouckého kraje do Šumperka                                                            |
| R12   | 120 minut        | Zábřeh – Jeseník                        | České dráhy              | 2027          | Přímé vozy Brno – Jeseník pod objednávkou Olomouckého kraje. V Zábřehu se odděluje od soupravy z Brna. O víkendech doplněno o posilové spoje končící v Zábřehu |
| R12   | Jednotlivé spoje | Šumperk – Jeseník                       | České dráhy              | 2027          | V okrajových částech dne |
| R13   | jednotlivé spoje | Brno – Břeclav – Staré Město u Uh. H.   | České dráhy              | 2034          | Posílení rychlíků linky R13 ve špičce na interval 60 minut. Objednává JMK.                                                                                     |
| R13   | jednotlivé spoje | Staré Město u Uh. H. – Olomouc          | České dráhy              | 2029[zdroj?]  | Posílení rychlíků linky R13 ve špičce na interval 60 minut. Objednávají Olomoucký a Zlínský kraj                                                               |
| R16   | jednotlivé spoje | Klatovy – Železná Ruda                  | České dráhy              | 2024          | Některé spoje z Prahy pokračují v úseku Klatovy – Železná Ruda-Alžbětín pod objednávkou Plzeňského kraje.                                                      |
| R22   | jednotlivé spoje | Nový Bor – Rumburk – Šluknov            | ARRIVA vlaky             | 2027          | Některé spoje pokračují v úseku Nový Bor – Šluknov pod objednávkou Libereckého a Ústeckého kraje                                                               |
| R41   | 30 minut         | Praha – Kolín – Kutná Hora              | České dráhy              | 2029          | V provozu jen ve špičce ve všední dny Kolín – Kutná Hora takt 60 minut V úseku Poříčany–Kolín, nahrazuje linku PID S1                                          |
| R42   | 60 minut         | Praha – Nymburk – Kolín                 | České dráhy              | 2029          | V provozu jen ve špičce ve všední dny |
| R43   | 120 minut        | Praha – Neratovice – Mladá Boleslav     | České dráhy              | 2025          | V provozu jen ve špičce ve všední dny |
| R44   | Jednotlivé spoje | Praha – Kralupy nad Vltavou – Slaný     | České dráhy              | 2029          | V provozu ve všední dny |
| R45   | 30–60 minut      | Praha – Kladno                          | České dráhy              | 2025          | |
| R48   | 60 minut         | Praha – Lysá nad Labem – Mladá Boleslav |                          | 2059          | Plánovaný provoz od 2032 |
| R49   | 60 minut         | Praha – Tábor                           | České dráhy              | 2029          | V provozu ve špičce ve všední dny, dva páry o víkendu |
| R50   | 120 minut        | Brno – Břeclav (– letiště Vídeň)        | Gepard express, RegioJet |               | |
| R54   | Jednotlivé spoje | Brno – Náměšť nad Oslavou               | České dráhy              |               | V provozu ve všední dny |
| R56   | 120 minut        | Brno – Veselí nad Moravou – Staré město | České dráhy              | 2033          | |
| R60   | Jednotlivé spoje | Ostrava – Návsí                         | Regiojet                 |               | Přes Havířov |
| R61   | 60 minut         | Opava – Třinec                          | České dráhy              | 2025          | |
| R62   | 120 minut        | Ostrava – Návsí                         | České dráhy              |               | Přes Bohumín |

## Historie linkového systému
Základem informací o železničních jízdních řádech byly od počátků železnice traťové jízdní řády, přičemž číslované traťové úseky byly jen výjimečně v krátkém úseku v souběhu a některé příměstské úseky byly vyčleněny do samostatných souhrnných jízdních řádů. V některých obdobích byly v knižním jízdním řádu obsaženy souhrnné jízdní řády dálkových vnitrostátních i mezinárodních relací: vnitrostátní trasy měly čísla tratí počínající 701 a mezinárodní 801. Například jízdní řády v letech 1994/1995, 1995/1996 a 1996/1997 obsahovaly tyto trasy (souhrnné jízdní řády) vnitrostátních dálkových vlaků, většinou s několika směrovými variantami spojů:
- 701 Cheb – Plzeň – Praha – Olomouc – Český Těšín / Horní Lideč
- 702 Cheb – Karlovy Vary – Ústí nad Labem – Praha – Brno – Břeclav
- 703 Plzeň – České Budějovice – Jihlava – Brno – Bohumín / Olomouc
- 704 Brno – Hradec Králové – Liberec

V jízdním řádu 1998/1999 se objevily nové traťové tabulky pro vnitrostátní dálkové spoje:
- D14 Praha – Karlovy Vary
- D17 Praha – Plzeň – Cheb – Františkovy Lázně
- D24 České Budějovice – Jihlava – Brno – Bohumín / Olomouc
- D25 Praha – Brno – Břeclav
- D26 Liberec – Hradec Králové – Česká Třebová – Brno
- D27 Praha – Přerov – Ostrava – Třinec, Praha – Vsetín

V období 1999/2000 bylo tras v knižním jízdním řádu o několik více:
- D1 Praha – Česká Třebová – Brno
- D3 Liberec – Hradec Králové – Česká Třebová – Brno
- D7 Praha – Bakov nad Jizerou – Turnov – Tanvald, Bakov nad Jizerou – Česká Lípa
- D14 Praha – Chomutov – Karlovy Vary
- D17 Praha – Plzeň – Cheb
- D24 Plzeň – České Budějovice – Jihlava – Brno – Bohumín
- D25 Praha – Havlíčkův Brod – Brno – Břeclav
- D27 Praha – Přerov – Ostrava – Český Těšín – Třinec
- D29 Brno – Olomouc – Jeseník

V roce 2011 již knižní jízdní řád žádné speciální tabulky dálkových vnitrostátních tras neobsahoval.
Linkový systém dopravy se na železnici začal častěji prosazovat v souvislosti se systémem objednávání dotovaných spojů, budováním integrovaných dopravních systémů a zaváděním taktové dopravy. Počátkem linkového systému bylo očíslování linek příměstského provozu na hlavních tratích z Prahy v prosinci 2002 a tzv. městská linka ML z Prahy do Roztok, zřízená roku 2004. Od té doby se číslování linek objevilo i v dalších krajích či integrovaných dopravních systémech i u rychlíkových linek objednávaných ministerstvem dopravy.[zdroj?]
Pro rychlíkové linky se objevovala označení vycházející z typu vlaku (např. EC1, Ex2, R30 a podobně). Očíslování rychlíkových linek označeními D01 až D24 se objevilo na kapesních jízdních řádech pro cestující vydaných v průběhu platnosti jízdního řádu 2010/2011.
V příloze smlouvy o závazku veřejné služby pro rok 2007 byly linky očíslovány takto:
- 1A. Praha – Přerov (Vsetín / Zlín / Luhačovice / Veselí nad Moravou)
- 1B. Praha – Ústí nad Labem – Cheb
- 2. Praha/Hradec Králové – Česká Třebová – Brno
- 3. Praha – Havlíčkův Brod – Brno
- 4A. Praha – München
- 4B. Praha – Františkovy Lázně
- 4C. Praha – Klatovy
- 4D. Praha – Hradec Králové – Trutnov
- 5. Praha – Děčín
- 6. Praha – České Budějovice
- 7. Praha – Most
- 8. Praha – Chomutov
- 9. Praha – Tanvald
- 11. Nymburk – Česká Lípa
- 12. Ústí nad Labem – Liberec
- 13. Ústí nad Labem – Kolín
- 15. Plzeň – České Budějovice – Brno / Wien
- 16. Beroun – Sušice / České Budějovice
- 17. Pardubice – Jihlava
- 18. Brno – Bohumín
- 19. Brno – Olomouc – Jeseník
- 20. Brno – Bratislava
- 21. Brno – Valašské Meziříčí – Ostrava
- 22. Olomouc – Opava
- 23. Olomouc – Břeclav
- 24. Ostrava – Žilina
- 25. Ostrava – Jeseník
- 26. Praha – Bohumín / Český Těšín
- 27. Brno – Wien
- 28. Dresden – Praha – Bratislava
- 29. Praha – Košice
- 30. Praha – Kraków
- 31. Warszawa – Ostrava – Wien

V příloze smlouvy o závazku veřejné služby pro rok 2008 byly linky očíslovány takto:
- 1. Praha – Vsetín / Žilina / Košice / Humenné
- 2. Praha – Přerov – Zlín / Luhačovice / Veselí nad Moravou
- 3. Praha – Ústí nad Labem – Cheb
- 4. Praha – Česká Třebová – Brno
- 5. Praha – Havlíčkův Brod – Brno
- 6. Praha – München / Cheb / Františkovy Lázně / Klatovy / Železná Ruda – Alžbětín
- 7. Praha – Hradec Králové – Trutnov / Letohrad
- 8. Praha – Děčín
- 9. Praha – České Budějovice
- 11. Praha – Chomutov /Jirkov
- 12. Praha – Tanvald
- 13. Nymburk – Česká Lípa / Rumburk
- 15. Ústí nad Labem – Liberec
- 16. Ústí nad Labem – Kolín
- 17. Plzeň – České Budějovice – Brno / Gmuend NOE / Wien
- 18. Most / Beroun – České Budějovice / Sušice / Protivín
- 19. Pardubice – Jihlava
- 20. Brno – Bohumín
- 21. Brno – Olomouc – Jeseník
- 22. Brno – Bratislava / Wien
- 23. Brno – Valašské Meziříčí – Ostrava
- 24. Olomouc / Jeseník – Krnov / Ostrava
- 25. Olomouc / Ostrava – Břeclav
- 26. Ostrava – Žilina
- 27. Praha – Ostrava – Bohumín / Český Těšín / Žilina / Košice / Warszawa / Kraków / Moscow

Ústecký kraj na svém webu uváděl pro obdobní jízdního řádu 2007/2008 odlišné číslování rychlíkových linek na území kraje objednávaných ministerstvem dopravy:
- EC1 Berlin – Dresden – Ústí nad Labem – Praha (Trať 090, interval 2 hodiny)
- R4 Cheb – Ústí nad Labem – Praha (interval 2 hodiny)
- R9 Ústí nad Labem – Liberec (interval 2 hodiny)
- R11 Ústí nad Labem – Kolín (interval 2 hodiny)
- R16 Plzeň – Most (interval 4 hodiny)
- R23 Praha – Děčín (interval 2 hodiny + posily)
- R24 Praha – Chomutov (nepravidelně)
- R30 Nymburk – Rumburk (nepravidelně)

V roce 2017 se číslování rychlíkových linek ve smlouvách o závazku veřejné služby stabilizovalo takto:
- Ex1 Praha – Pardubice – Olomouc – Ostrava – Polsko/Slovensko
- Ex2 Praha – Pardubice – Olomouc – Luhačovice/Zlín/Slovensko
- Ex3 Německo – Ústí nad Labem – Praha – Pardubice – Brno – Rakousko/Slovensko
- Ex4 Rakousko/Slovensko – Břeclav – Otrokovice – Ostrava – Polsko
- R5 Praha – Ústí nad Labem – Karlovy Vary – Cheb
- Ex6 Praha – Plzeň – Františkovy Lázně/Německo
- Ex7 Praha – České Budějovice – Rakousko/Český Krumlov
- R8 Brno – Ostrava – Bohumín
- R9 Praha – Havlíčkův Brod – Brno/Jihlava
- R10 Praha – Hradec Králové – Trutnov/Letohrad/Meziměstí
- R11 Plzeň – České Budějovice – Jihlava – Brno/Havlíčkův Brod
- R12 Brno – Olomouc – Šumperk
- R13 Brno – Břeclav – Otrokovice – Olomouc
- R14 Pardubice – Hradec Králové – Jaroměř – Turnov – Liberec
- R15 Ústí nad Labem – Liberec
- R16 Praha – Plzeň – Klatovy – Železná Ruda-Alžbětín
- R17 Praha – Tábor – České Budějovice
- R18 Praha – Pardubice – Česká Třebová – Olomouc – Otrokovice – Zlín střed/Luhačovice/Veselí nad Moravou
- R19 Praha – Pardubice – Česká Třebová – Brno
- R20 Praha – Roudnice nad Labem – Ústí nad Labem – Děčín
- R21 Praha – Mladá Boleslav – Turnov – Tanvald
- R22 Kolín – Mladá Boleslav – Česká Lípa – Rumburk – Šluknov
- R23 Kolín – Ústí nad Labem
- R24 Praha – Rakovník
- R26 Praha – Beroun – Příbram – Písek – České Budějovice
- R27 Ostrava – Opava – Krnov – Olomouc/Jeseník
- N28 vybrané vlaky noční dopravy
  - Praha – Olomouc – Polsko/Slovensko
  - Německo – Praha – Brno – Slovensko
  - Rakousko/ Slovensko – Břeclav – Přerov – Ostrava – Polsko
- R29 Cheb – Marktredwitz – Nürnberg

Číslování dálkových linek v kapesních jízdních řádech Českých drah pro období platnosti jízdních řádů 2010/2011, 2011/2012 a 2012/2013 (mapa) je odlišné od číslování linek používaného v kontextu dopravního plánování a objednávky veřejné služby. Expresní segment dopravy je sloučen s rychlíkovým segmentem, který je doplněn o vybrané spěšné vlaky.
- D01 Praha – Ostrava – Třinec (Ex1)
- D02 Praha – Pardubice – Brno – Břeclav (R19, část Ex3)
- D03 Brno – Přerov – Ostrava – Bohumín (R8)
- D04 souhrnný jízdní řád Praha – Pardubice – Olomouc (Ex1, Ex2, R18, v částech další linky)
- D05 Praha – Ústí nad Labem – Děčín / Karlovy Vary – Cheb (R5, část Ex3, R20)
- D06 Praha – Mladá Boleslav – Turnov – Tanvald (R21)
- D07 Praha – Hradec Králové – Trutnov (R10)
- D08 Praha – Olomouc – Luhačovice / Vsetín / Zlín (R18)
- D09 Praha – Havlíčkův Brod – Žďár nad Sázavou – Brno (R9)
- D10 Praha – Tábor – České Budějovice (R7)
- D11 Praha – Beroun – Příbram – Písek – České Budějovice (R26)
- D12 Praha – Plzeň – Cheb / Klatovy – Železná Ruda (R6)
- D13 Praha – Kladno – Rakovník (R24)
- D14 Ostrava – Opava – Krnov – Jeseník / Olomouc (R27)
- D15 Břeclav – Přerov – Ostrava – Bohumín (Ex4 + souběhy s dalšími)
- D16 Brno – Olomouc – Zábřeh na Moravě – Jeseník / Šumperk (R12)
- D17 Brno – Břeclav – Přerov – Olomouc (R13)
- D18 České Budějovice – Jihlava – Třebíč – Brno (část R11)
- D19 Plzeň – Strakonice – České Budějovice (část R11)
- D20 Plzeň – Chomutov – Most (R16)
- D21 Ústí nad Labem – Litoměřice – Mělník – Nymburk – Kolín (R23)
- D22 Ústí nad Labem – Česká Lípa – Liberec (R15)
- D23 Kolín – Mladá Boleslav – Česká Lípa – Rumburk (R22)
- D24 Pardubice – Hradec Králové – Turnov – Liberec (R14)

## Státní objednávka a dotace
Podle § 5 zákona č. 194/2010 Sb. o veřejných službách, účinného od 1. července 2010, zpracovalo ministerstvo dopravy jako objednatel dálkové dopravy plán dopravní obsluhy území vlaky celostátní dopravy pro období pěti let od roku 2012 do roku 2016 s výhledem na další desetileté období.
Ministerstvo dopravy, za něž jednal bezpečnostní odbor, 14 měsíců odmítalo poskytnout i zveřejnit údaje o rozdělení státních dotací na jednotlivé rychlíkové linky a pouze uvedlo, že dotace činí v průměru 120 Kč/vlakokm. Když společnost RegioJet požádala o poskytnutí těchto informací podle zákona o svobodném přístupu k informacím, nakonec ministr Pavel Dobeš začátkem prosince 2012 v rámci vyřizování rozkladu nařídil žádosti vyhovět (z čehož ze zákona plyne i povinnost, aby ministerstvo tyto informace do 14 dnů od poskytnutí samo zveřejnilo), přestože České dráhy to označily za porušování obchodního tajemství a narušení trhu a vyjádřily odhodlání se proti zveřejnění soudně bránit. Radim Jančura řekl, že žádné informace související s veřejnými prostředky nemohou být označeny jako obchodní tajemství a že transparentnost je o to důležitější u nevysoutěžených zakázek. Mluvčí ČD Petr Šťáhlavský také označil za zvýhodnění účastníka trhu, že ministerstvo údaje předalo pouze jednomu subjektu na trhu. To označil Radim Jančura za nesmysl, protože informace by musel dostat každý, kdo by o ně požádal. ČTK údaje zveřejnila 3. ledna 2013, RegioJet na tiskové konferenci 7. 1. 2013.
České dráhy předtím v souvislosti s rychlíkovou linkou Ostrava – Opava – Krnov – Olomouc/Jeseník v souvislosti s probíhajícím výběrovým řízením na dopravce uváděly nepravdivou informaci, že na ni pobírají nižší dotaci, než s jakou cenou se dva dopravci do soutěže přihlásili. Radim Jančura na tiskové konferenci 7. ledna 2013 vyzval generálního ředitele ČD Petra Žaludu kvůli lži o výši dotací k rezignaci a kvůli tomu, že se za 5 let jeho působení výrazně zhoršilo hospodaření ČD. Žaluda se hájil tím, že se mu údajně povedlo ztrátovost trati snížit z 225 Kč/vlkm v roce 2010 na 159 Kč/vlkm v roce 2012 například propouštěním nadbytečných zaměstnanců a zvýšením počtu ujetých kilometrů. Odhad Radima Jančury, že se ztrátovost za tyto dva roky zásadně nezměnila, označil mluvčí ČD Petr Šťáhlavský za účelovou dezinformaci.
Podle iDnes.cz zveřejněná data ukázala, že se České dráhy proti zveřejnění tolik bouřily nejspíše proto, že si s čísly za náklady zjevně kouzlí tak, jak se jim zrovna hodí zejména v boji s konkurencí. Mluvčí ČD Petr Šťáhlavský k tomu uvedl, že s ohledem na to, že jde o obchodní tajemství a strategické údaje ČD, nemůže je prezentovat ani nijak komentovat. Idnes.cz připomněl, že do soutěže na rychlíky Plzeň – Most a Pardubice – Liberec v roce 2005 se České dráhy za vedení Josefa Bazaly přihlásily s extrémně nízkou cenou za kilometr. Na trati Olomouc – Krnov – Ostrava ČD vykazovaly odpisy vlaků odpovídající 38 Kč/vlkm, což je více než celková dotace linky Plzeň – Most, kde jezdí většinou stejné typy vozů a tedy i výše odpisů by měla být obdobná. Podezřelé se iDnes.cz zdají i rozdíly v ceně lidské práce připadající na vlakokilometr. Podle článku iDnes z dubna 2013 požaduje ministerstvo dopravy, konkrétně náměstek ministra dopravy a šéf řídícího výboru Českých drah Lukáš Hampl, od Českých drah vysvětlení, proč se mezi lety 2010 a 2011 změnily proč meziročně některé náklady a výnosy až o desítky procent. Jako příklad byla uvedena rychlíková linka Kolín – Rumburk, kde meziročně klesly náklady o dvacet procent a tržby vzrostly o třetinu, nebo téměř zdvojnásobení nákladů na správní režii na lince z Děčína do Břeclavi i dalších. Zároveň chce ministerstvo ověřit, zda nejsou příliš vysoké poplatky za dopravní cestu. Mluvčí ČD Radek Joklík odmítl pro média rozdíly komentovat a zaprotestoval proti tomu, aby byla ekonomická data národního dopravce v takovém rozsahu poskytována konkurenci.
Za kalendářní rok 2010 ministerstvo dopravy vyplatilo Českým drahám v rámci vyrovnání za objednaných 38,545 milionů vlakových km veřejných služeb 4,073 113 miliard Kč, což činí průměrně 105,67 Kč na objednaný vlakokilometr. Úhrada za povinně poskytované slevy byla v drážní dopravě vyplacena pouze jednomu dopravci, a to ve výši 16,794 milionů Kč.
Za kalendářní rok 2011 ministerstvo dopravy vyplatilo Českým drahám v rámci vyrovnání za objednaných 36,562 milionů vlakových km veřejných služeb 4,071 560 miliard Kč, což činí průměrně 111,36 Kč na objednaný vlakokilometr. Úhrada za povinně poskytované slevy pro dva drážní dopravce činila dohromady 60,905 milionů Kč.
Rychlíkové linky podle výše státem hrazené prokazatelné ztráty na vlakokilometr v roce 2010, tedy ještě před tím, než byla část vlaků EC a IC Českých drah z dotací vyjmuta:

## Vlaky vyšší kvality
Hlavními směry, po kterých jsou vedeny expresní vlaky vyšší kvality, jsou
- Praha – Ostrava – Třinec/Bohumín (první nedotované spoje od prosince 2005, od prosince 2010 vlaky vyšší kvality převážně bez dotací)
- Břeclav – Ostrava – Bohumín (od prosince 2010 převážně bez dotací)
- Praha – Brno – Břeclav (dotovaný provoz)
- Praha – Děčín (dotovaný provoz)

Vlaky EuroCity společnosti České dráhy (původně Československé státní dráhy) jezdí v České republice od jízdního řádu 1991/1992. V roce 2013 jich jezdí 21 párů:
- (…Bratislava/Wien –) Břeclav – Brno – Pardubice – Praha – Ústí nad Labem – Děčín – Dresden – Berlin… (4 páry v celém úseku: Hungaria, Vindobona, Jan Jesenius, Slovenská strela, 1 pár mezi Brnem a Německem: jednosměrné vlaky Johannes Brahms a Carl Maria von Weber, 1 pár mezi Brnem a Slovenskem: Petrov, 9 párů ve směru mezi Slovenskem či Rakouskem a Prahou: Gustav Mahler, Smetana, Franz Schubert, Antonín Dvořák, Johann Gregor Mendel, Gustav Klimt, Avala, Jaroslav Hašek, Slovan, 1 pár mezi Prahou a Německem: Alois Negrelli). V roce 2011 byly vlaky EC na této trase i nadále ministerstvem dotovány, protože jsou zahrnuty do mezinárodní smlouvy.[60]
- Warszawa – Katowice – Bohumín – Ostrava – Přerov – Břeclav – (– Wien/Bratislava…) (4 páry spojů: Polonia, Sobieski, Comenius, Varsovia). Od prosince 2010 byl tento směr vyjmut ze státních dotací.[60]
- Warszawa – Katowice – Bohumín – Ostrava – Olomouc – Pardubice – Praha (1 pár spojů: Praha) Od prosince 2010 byl tento směr vyjmut ze státních dotací.[60]

Vlaky EuroNight společnosti České dráhy jezdí od 10. prosince 2006. V roce 2013 jezdí vlaky EN po těchto trasách:
- Bratislava – Břeclav – Brno – Pardubice – Praha – Ústí nad Labem – Děčín – Německo (EN 476/477 Metropol). V úseku Praha – Německo dříve jezdily vlaky EN 352/353 Johannes Kepler a EN 378/379, v roce 2013 EN 456/457 Phoenix a EN 459 Canopus. V roce 2011 byly vlaky EC na této trase i nadále ministerstvem dotovány, protože jsou zahrnuty do mezinárodní smlouvy.[60]
- Košice – Poprad-Tatry – Žilina – Bohumín – Olomouc – Pardubice – Praha (EN 444/445 Slovakia, vnitrostátní doprava vyloučena, s přímými vozy z Moskvy, Petrohradu a Minsku, jeden z moskevských vozů pokračuje s vlakem R606/607 přes Ústí nad Labem do Chebu a zpět) V roce 2011 byly vlaky EC na této trase i nadále ministerstvem dotovány, protože jsou zahrnuty do mezinárodní smlouvy.[60]
- EN 376/377 dříve jezdil z Maďarska přes Bratislavu, Brno, Prahu a Plzeň do Františkových Lázní

Jiný dopravce než České dráhy v České republice vlaky v kategoriích EuroCity a EuroNight neprovozuje a neprovozoval. V roce 2011 se v jízdním řádu objevil vlak EN 420/421 WAGON SERVICE travel dopravce Wagon service s. r. o. v trase Praha – Pardubice – Žilina – Poprad-Tatry – Košice, v němž vnitrostátní přeprava mezi Pardubicemi a Prahou měla být vyloučena. Provoz měl být zahájen ode dne vyhlášení, který však zřejmě nikdy nenastal.
Prvním českým vlakem kategorie InterCity byl spoj 500/501 Jan Perner Českých drah zavedený v jízdním řádu 1993/1994 mezi Bohumínem a Prahou. Využíval soupravy Deutsche Bahn, která přijížděla na EuroCity z Hamburku.
V jízdním řádu 2011 byly v kategorii IC uvedeny vlaky:
- Třinec – Havířov – Ostrava – Olomouc – Pardubice – Praha (Hutník) (v roce 2011 již bez dotací[60])
- Bohumín – Ostrava – Olomouc – Pardubice – Praha (Ostravan) (v roce 2011 již bez dotací[60])
- Bohumín – Ostrava – Přerov – Břeclav (Helfštýn, Rastislav) (Rastislav v roce 2011 ještě dotován, Helfštýn již nikoliv[60])
- Zlín – Přerov – Olomouc – Pardubice – Praha (Zlínský expres) (v roce 2011 ještě dotován[60])
- Břeclav – Brno – Pardubice – Praha (Zdeněk Fibich) (v roce 2011 ještě dotován[60])
- Brno – Pardubice – Praha (Brněnský drak, Josef Václav Myslbek) (v roce 2011 ještě dotován[60])

K prosinci 2011 přeřadily České dráhy všechny zbývající vlaky InterCity do kategorie expres (Ex). Od té doby jsou jedinými spoji značenými jako kategorie IC vlaky dopravce RegioJet. Z hlediska provozních předpisů jsou vlakům IC údajně postaveny na roveň vlaky SC Českých drah a LE společnosti LEO Express.
Nedotované vlaky na úrovni kategorie InterCity:
- SC Pendolino, České dráhy a. s., (Bohumín –)/(Český Těšín – Havířov –) Ostrava – Olomouc – Pardubice – Praha (– Plzeň – Mariánské Lázně – Cheb – Františkovy Lázně), od 11. prosince 2005, soupravy Pendolino (řada 680)
- IC RegioJet, RegioJet a. s., ((Žilina – Čadca –) Třinec – Český Těšín –) Havířov – Ostrava – Olomouc – Pardubice – Praha, od 26. září 2011
- LE Švýcarská kvalita, LEO Express a. s., Bohumín – Ostrava – Olomouc – Pardubice – Praha, od 13. listopadu 2012

Od prosince 2006 do roku 2011 byly do kategorie SuperCity řazeny kromě vlaků v relaci Praha – Ostrava též některé vlaky EC a IC Českých drah v relaci Praha – Pardubice – Brno – Břeclav – Wien/Bratislava (Johann Gregor Mendel, Smetana, Slovenská strela).
Vlaky v kategoriích Eurocity a Intercity provozovaly České dráhy od 90. let bez státní dotace s tím, že cestující museli doplácet k jízdnému 60 Kč. Od prosince 2007 byl příplatek zrušen a všechny vlaky EC a IC (tedy s výjimkou vlaků SuperCity) byly zařazeny do státní objednávky.
Na prosinec 2010 bylo avizováno, že měly být tyto dotace opět zrušeny. Roční objem dotací pro vlaky EC a IC činil asi čtvrt miliardy Kč a v roce 2008 bylo v těchto kategoriích 28 vlaků provozovaných výhradně Českými drahami. Dotování vlaků této kategorie bylo podle deníku E15 evropským unikátem, prezident Svazu cestujících ve veřejné dopravě však uvedl, že jsou dotovány v několika evropských státech, například ve Švýcarsku. České dráhy již příplatek znovu nezavedly, pouze část vlaků převedly do dotované kategorie Expres. V březnu 2011 však bylo zveřejněno, že na vlastní riziko České dráhy kromě vlaků SuperCity pouze tři páry spojů Intercity (Ostravan a Hutník v relaci Praha – Ostrava – Bohumín/Třinec a vlak Helfštýn v relaci Břeclav – Bohumín) a čtyři páry Eurocity (Polonia, Sobieski a Moravia v relaci Břeclav – Bohumín, Praha v relaci Praha – Bohumín), zatímco provoz většiny spojů Eurocity a pěti párů spojů InterCity (Zlínský expres, Rastislav, Myslbek, Brněnský drak, Zdeněk Fibich) ministerstvo i nadále dotovalo, další omezení dotací na vnitrostátní vlaky avizovalo na červen 2011. Na tratích, na nichž mezinárodní vlaky ministerstvo i nadále dotovalo, jezdilo údajně 28 z celkových 36 spojů Eurocity. Od prosince 2011 pak České dráhy zařadily všechny zbývající vlaky IC do dotované kategorie Expres.